# سماور

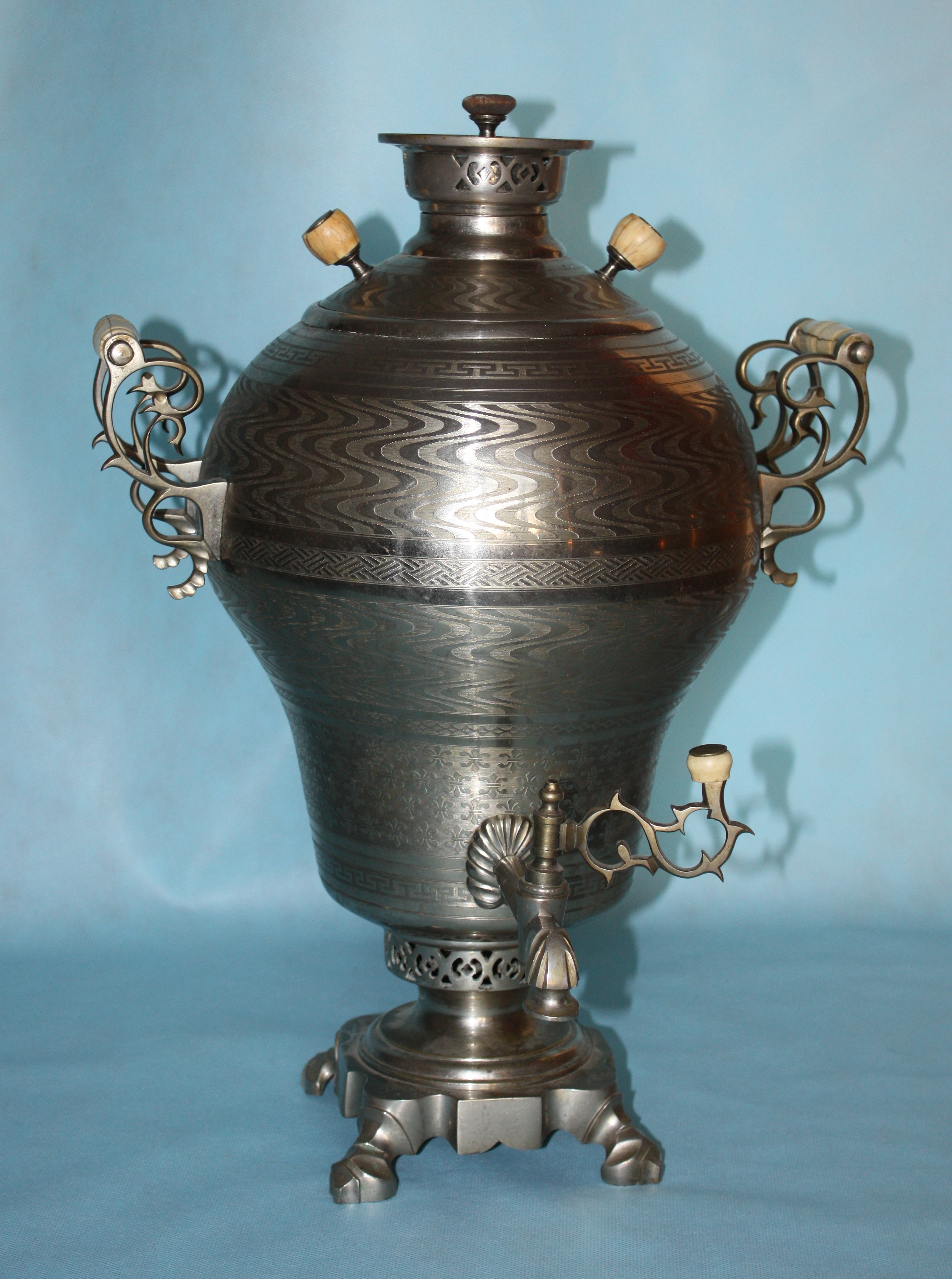
سماور روسي.

السَّماوَر (بالروسية: самовар، بالتركية: semaver، بالفارسية: سماور، بالإنجليزية: Samovar) أو وعاء إعْدَاد الشَّاي هو وعاء معدني يستخدم لغلي الماء وتحضير الشاي، يستخدم في روسيا وأوروبا الشرقية وبلدان الشرق الأوسط.

## وصفه
السماور هو حوض ماء معدني بداخله أنبوب اسطواني الشكل يصل إلى القمة، وعلى المحيط الخارجي للحوض يوجد صنبور لسكب الماء الساخن، وعلى جانبي هذا المحيط مقبضان يدويان لتمكين حمله من مكان لآخر، ويملأ الأنبوب الأسطواني بالفحم والجمر الذي يقوم بغلي الماء من حوله حتى يتصاعد بخار الماء الكثيف من فتحة في الأعلى وهي التي يوضع عليها إبريق الشاي (القوري باللهجة العراقية)، وعند غليان الشاي الماء يقدم الشاي مخمراً ويخفف بالماء المغلي حسب الرغبة. ومن ملحقات السماور (الصينية) التي ينتصب عليها السماور مع إناء صغير (طاسة) لاحتواء فضلات الماء الساخن الذي ينسكب من الحنفية عند استعمالها المتكرر.

إجزاء السماور
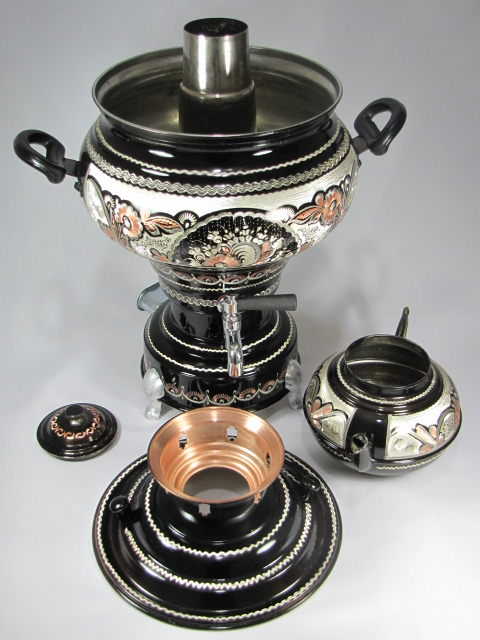
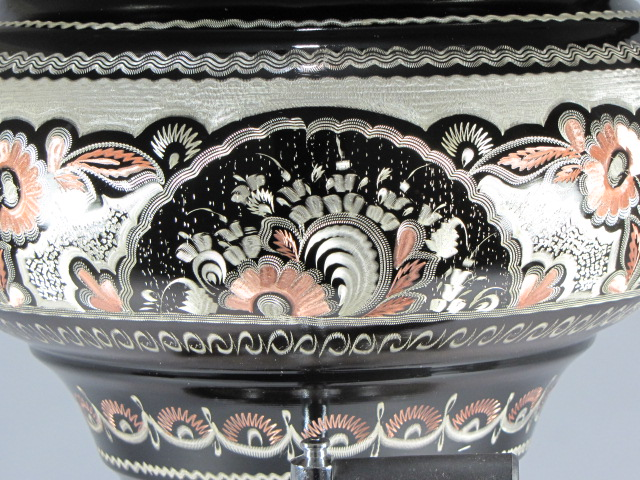
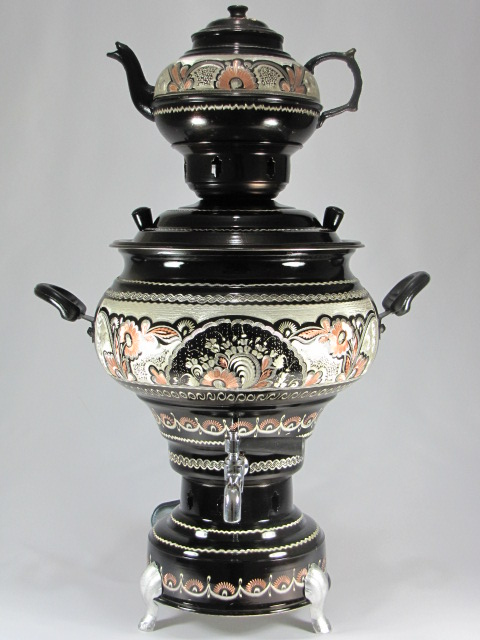
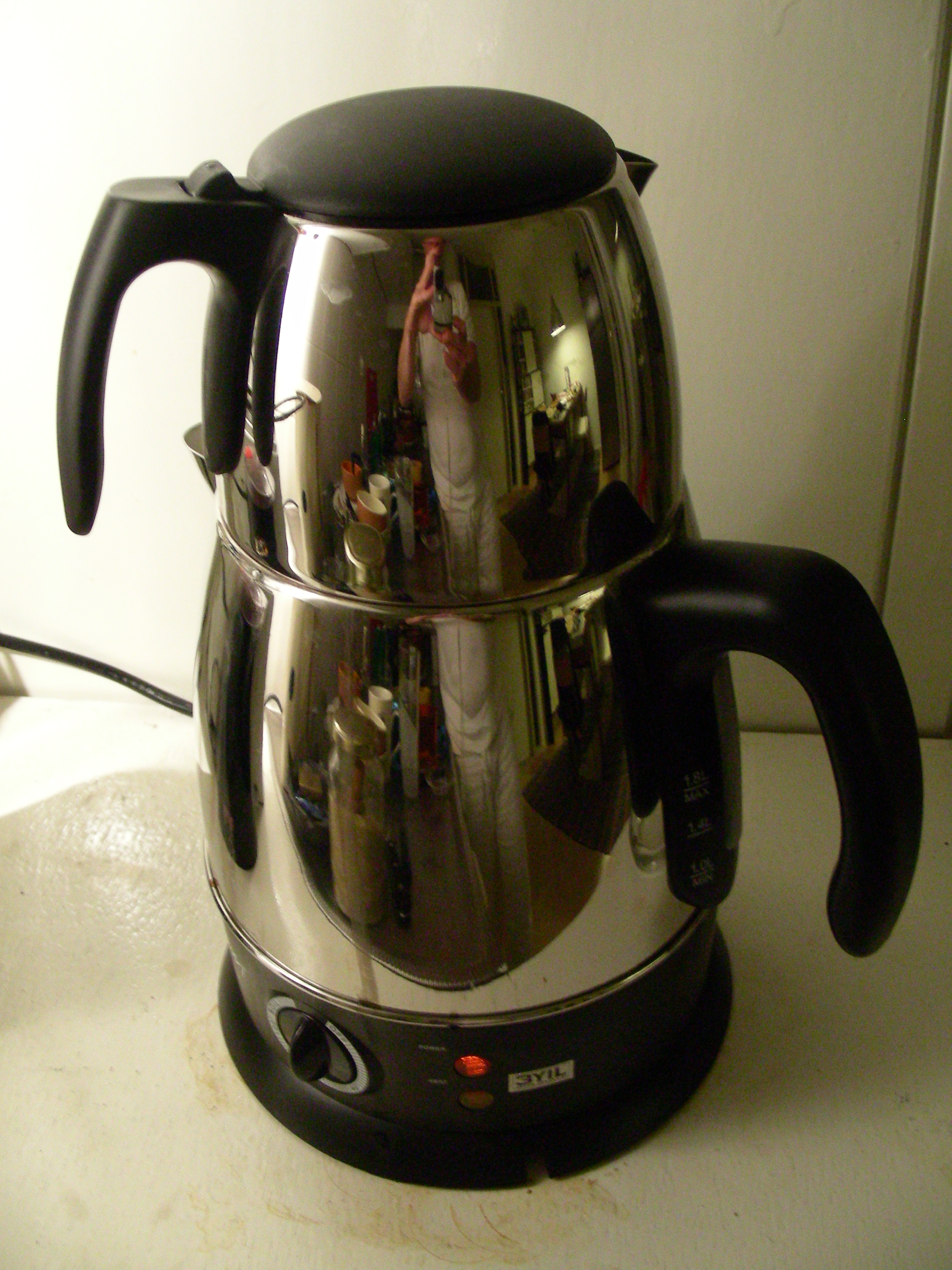
السماور الكهربائي.

## أنواعه
هناك عدة أنواع من السماورات ولعل من أشهرها الروسي والفارسي، كما تعددت أحجامها حسب الحاجة، فحجم السماور المستخدم بالبيت يختلف عن السماور الذي يستخدم في المقاهي أو حمامات السوق أو قاعات الاجتماع الرسمية وأكبر حجم سماور هو بسعة 400 لتر من الماء وأصغر حجم بسعة لتر واحد.
ومن حيث معدنها، يعتبر النحاس المعدن الرئيسي في صناعة السماور كما يصنع من البرونز أو النيكل أو الكروم، والنوع الأخير من أجود الأنواع لكونه غير قابل للصدأ، كما تصنع أحياناً من الذهب والفضة، وتصنع من الزجاج والخزف وتكون في الغالب للزينة، أما أنواع السماورات من حيث الوقود، فأقدمها الفحم ثم النفط ثم الكهرباء.

## تاريخه
تعتبر روسيا أول من استخدم السماور عام 1717 واقتصر استخدامه على العائلة القيصرية والنبلاء، وبدأ السماور بالانتشار بين عامة الروس بعد إنتاجه من قبل الأخوين إيفان ونزار فايدروفج (Ivan Fyodorovich and Nazar Fyodorovich) عام 1778 في مدينة تولا، وأصبح معملهما الأشهر في إنتاج السماور حيث كانا يصدرانه لدول أوروبا الشرقية ويختمانه بختم خاص دلالة على نوعيته الجيدة، بدأت بعدها صناعة السماور بالانتشار في بقية البلدان وما إن حلَّ عام 1900 حتى كانت صناعته مزدهرة لدى الفرس زالأتراك.
ولتاريخنا الحالي يكاد لا يخلو بيتاً روسيّاً من وجود السماور، حيث يعتبره الروس جزءاً من تاريخهم وتراثهم لدرجة أنه قد لعب دور البطل في الكثير من الحكايات والقصائد الروسية، وقد ذكر كثيراً في كثير من الأعمال الأدبية لكبار الكتاب الروس ، كما لا زالت سماورات الحطب تصنع في تولا حتى الآن، والكثير من الناس يشترونها، فالشاي المخمّر على الحطب ليس ذو نكهة طيبة فحسب، بل هو أيضا تكريم للتقاليد، فالروس يعتبرون أن الشاي أكثر لذةً إذا سبقه حفل تسخين طويل للماء وتحضير المائدة ونكهة السماور التي تخلق جواً عائلياً فريداً من نوعه ، وعلى الرغم من أن الروس هم أفضل من يصنع هذا الجهاز حتى اليوم، إلا أن الأتراك والإيرانيين والعراقيين يصنعونه أيضاً، علاوة على الصناعة الألمانية واليابانية، وكما هو حال كثير من السلع، صار السماور يُصنع في الصين أيضاً.

إصدارات لطوابع روسية عام 1989 تحمل صور السماور
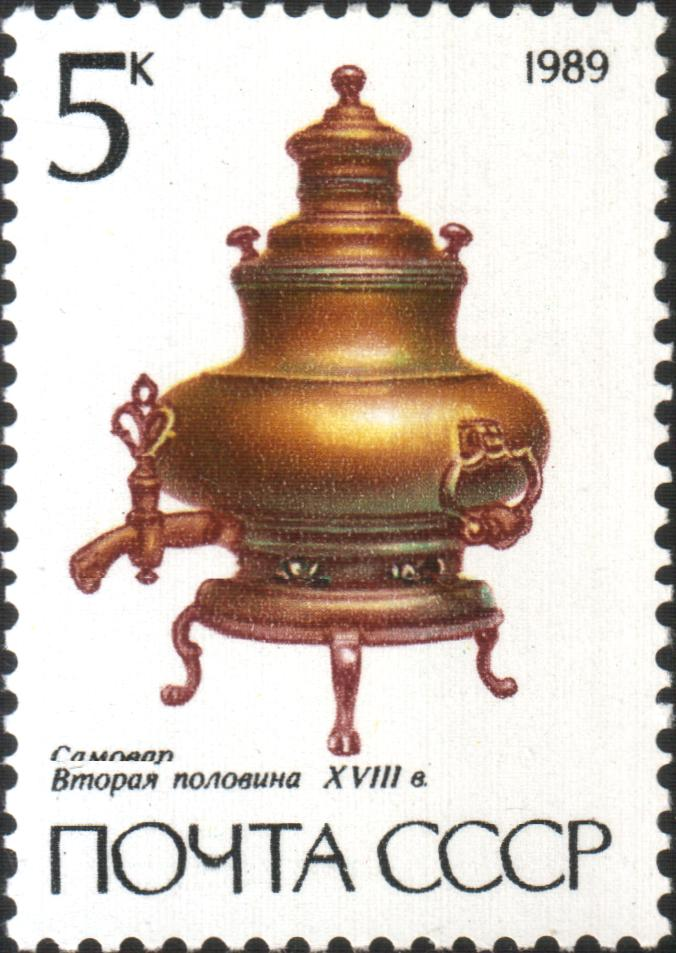
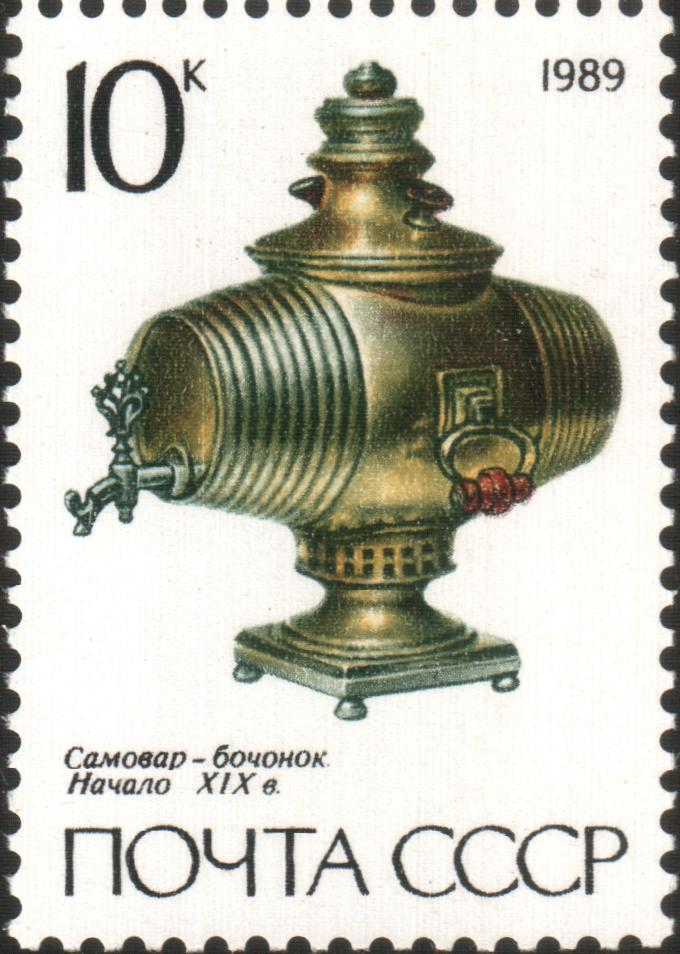
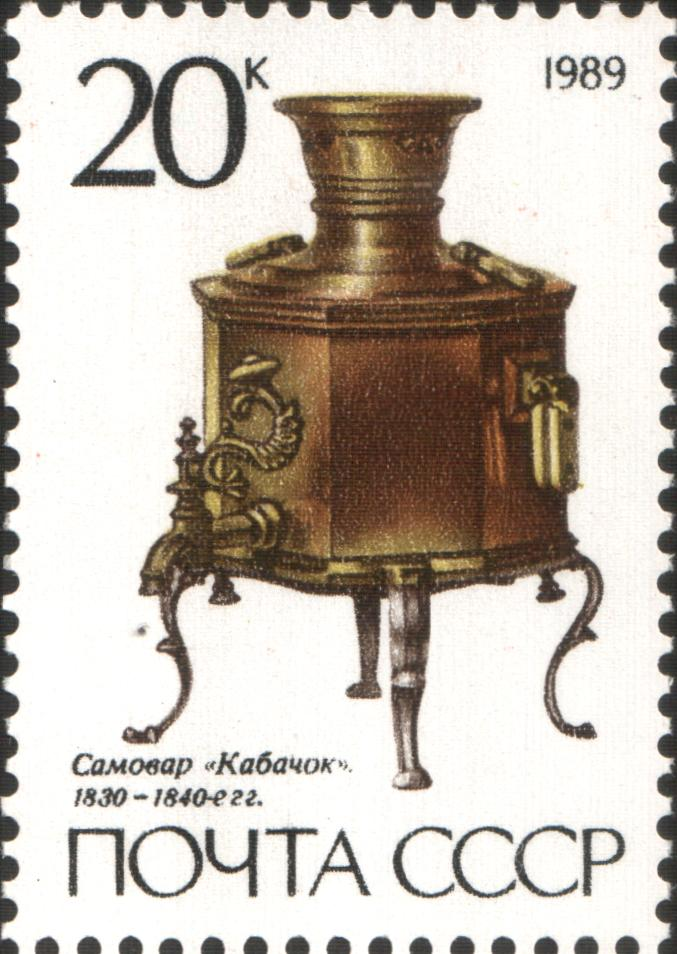
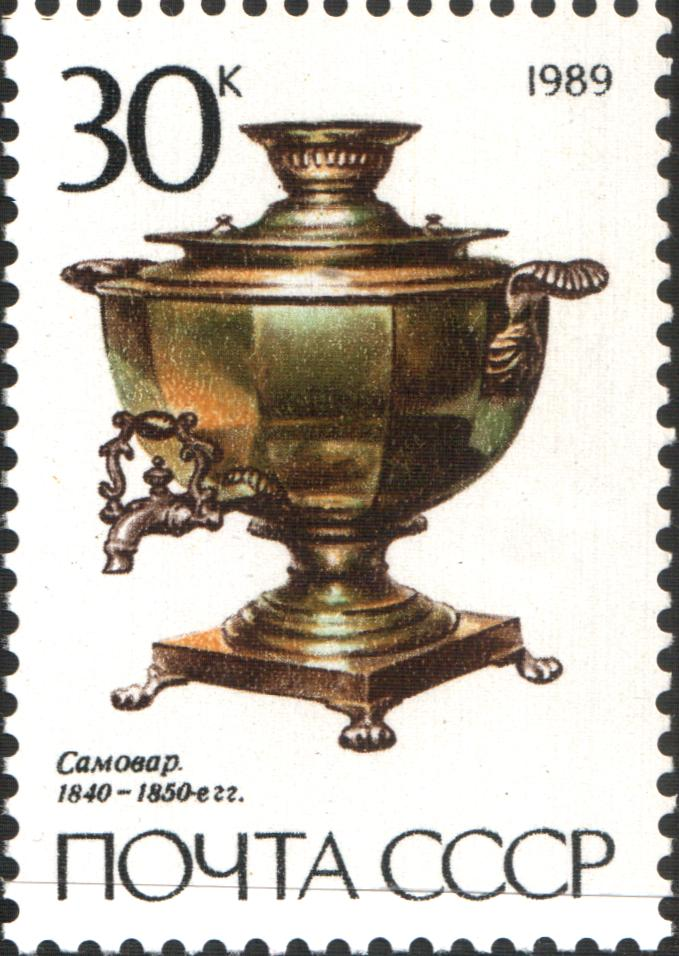

## استخدامه في البلدان العربية
دخل السماور البلدان العربية عن طريق العراقيين الذين عرفوه من الأتراك، وإلى يومنا هذا يرتبط السماور إرتباطاً كبيراً بأهل بغداد حيث يرتاد العراقيون المقاهي لشرب الشاي أو الأستكان بلهجة أهل العراق، كما يستخدم السماور حالياً على نطاق ضيق في شرق سوريا وفي بلدان الخليج العربي.

## صور لأنواع السماور

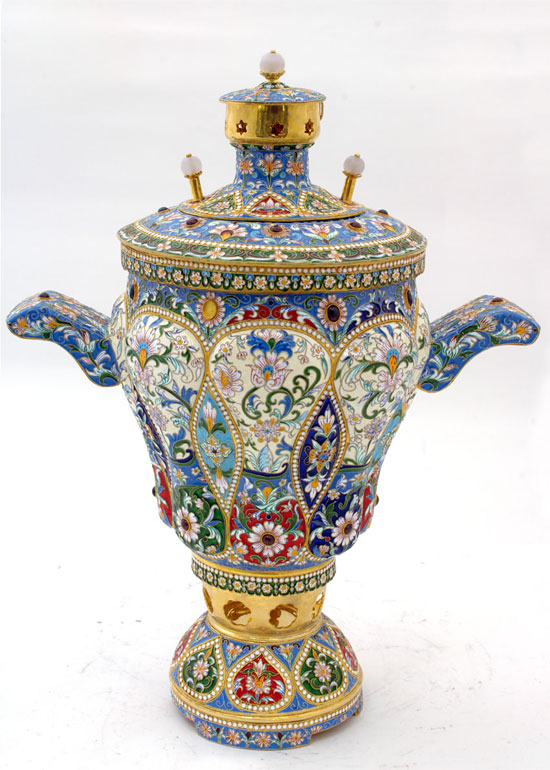
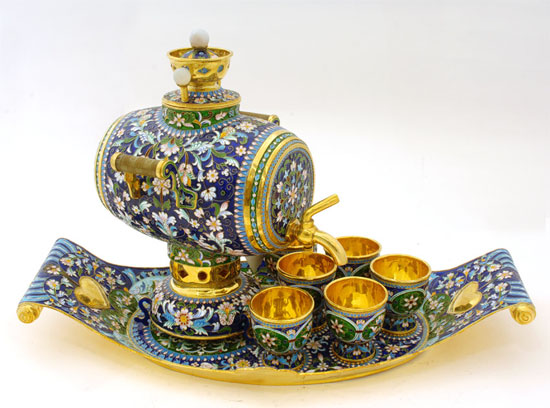
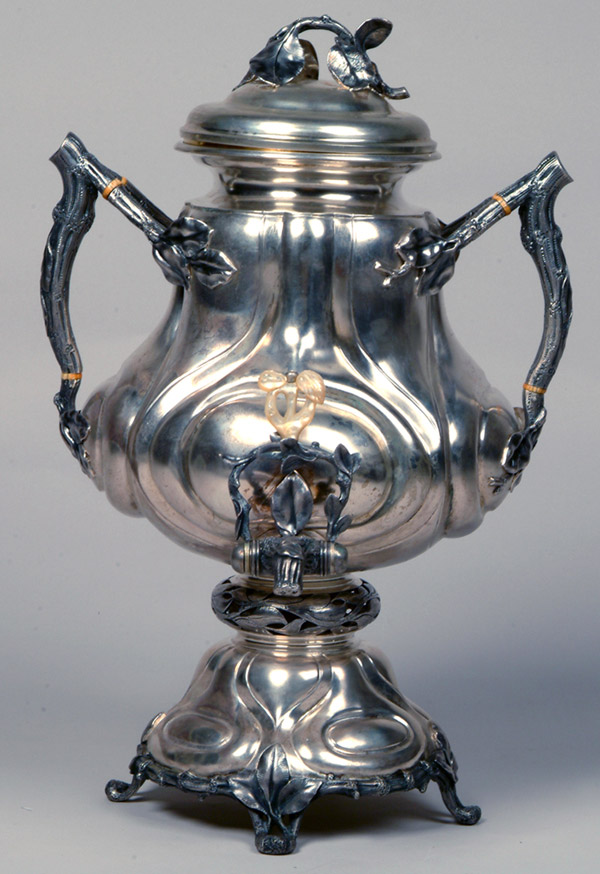
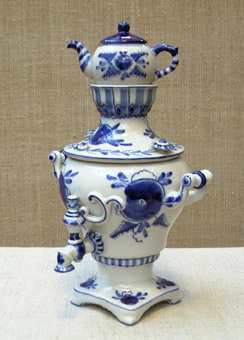
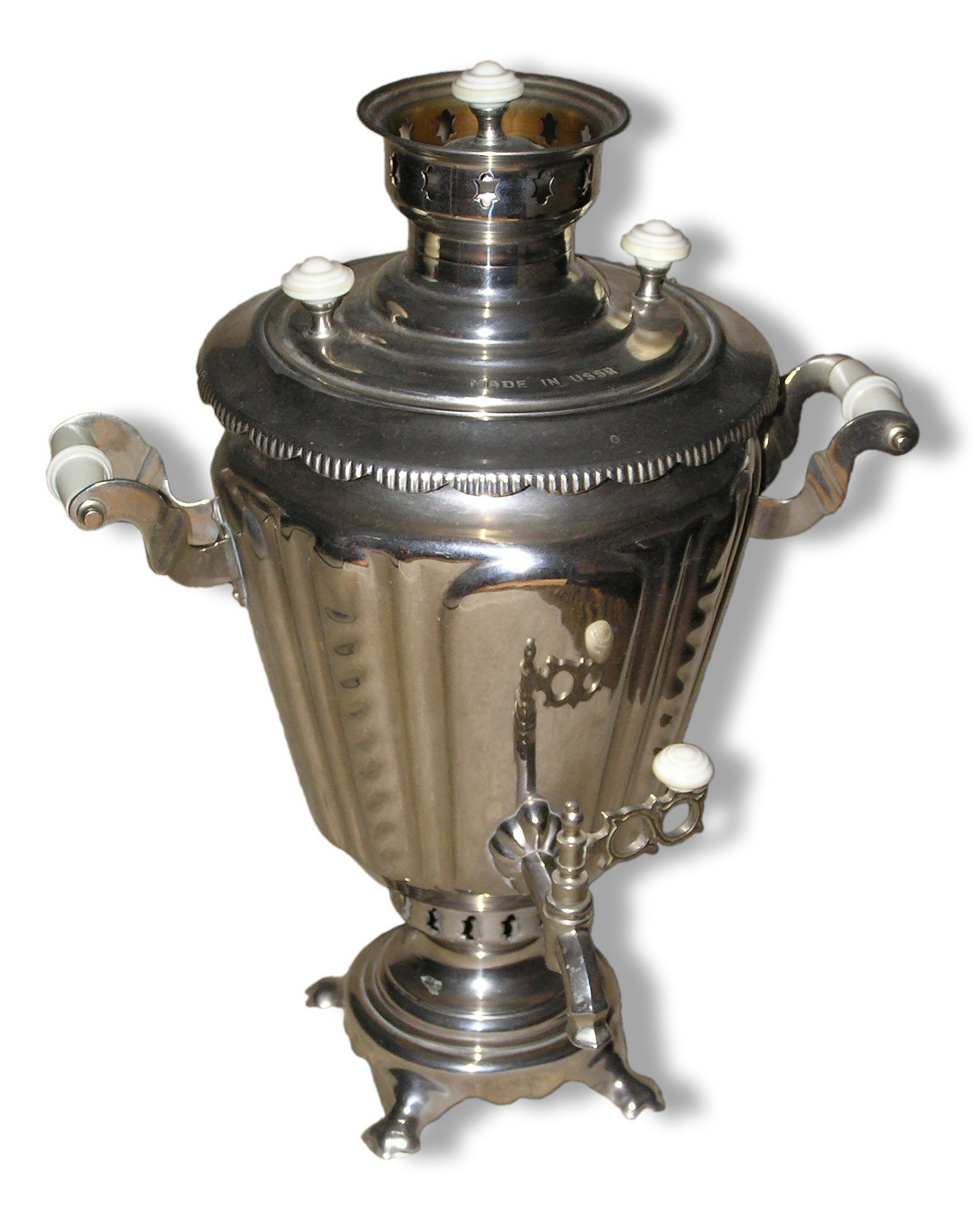
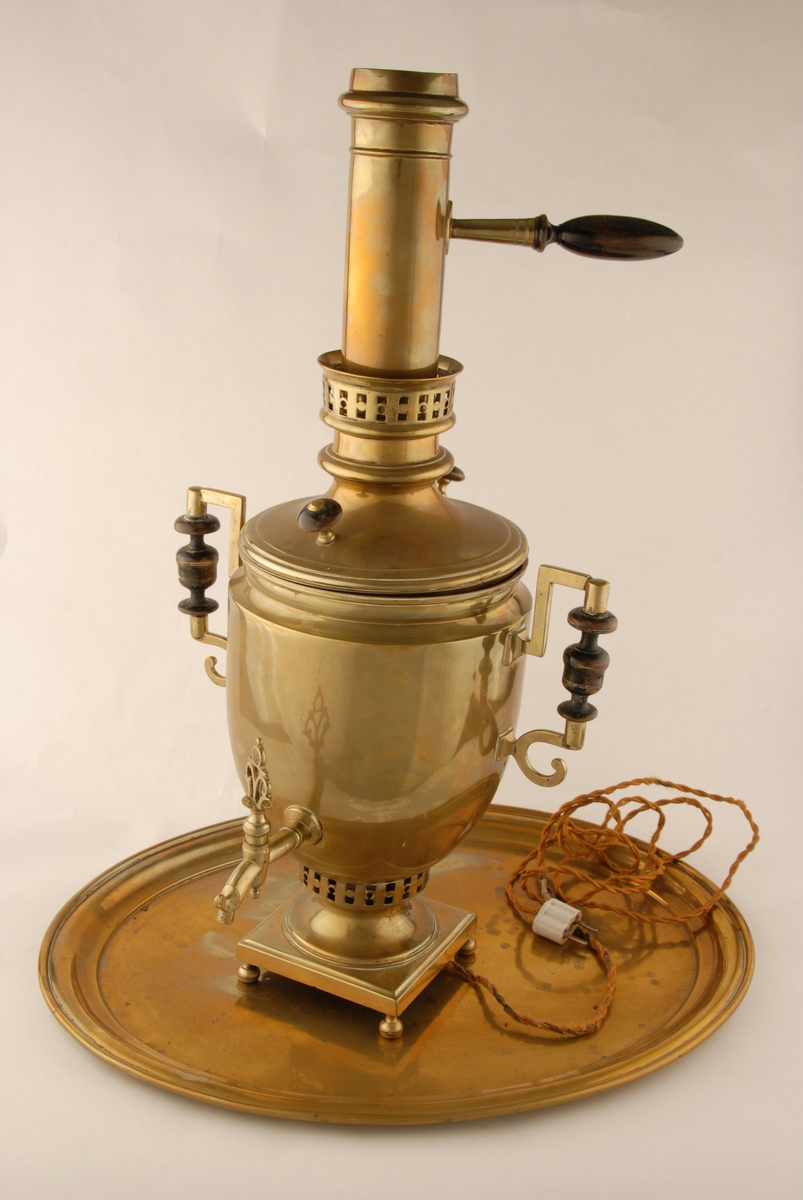
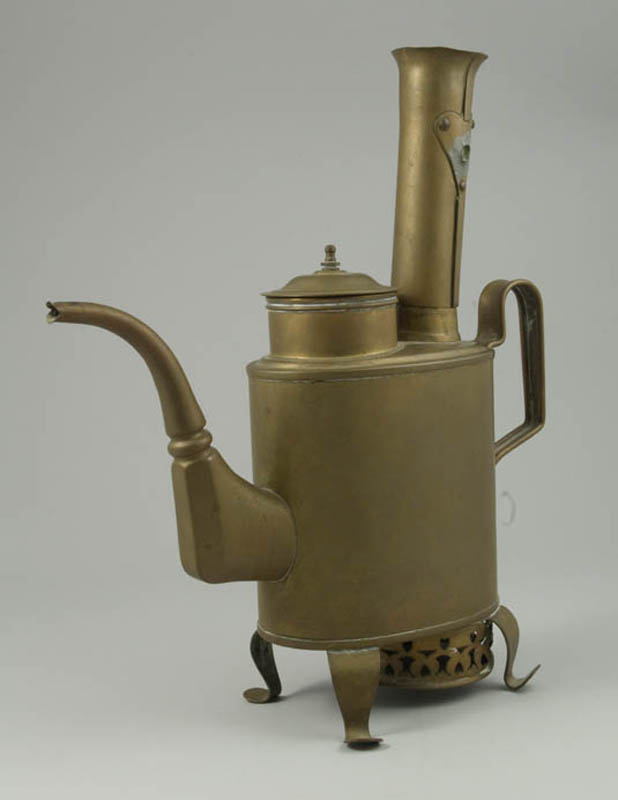
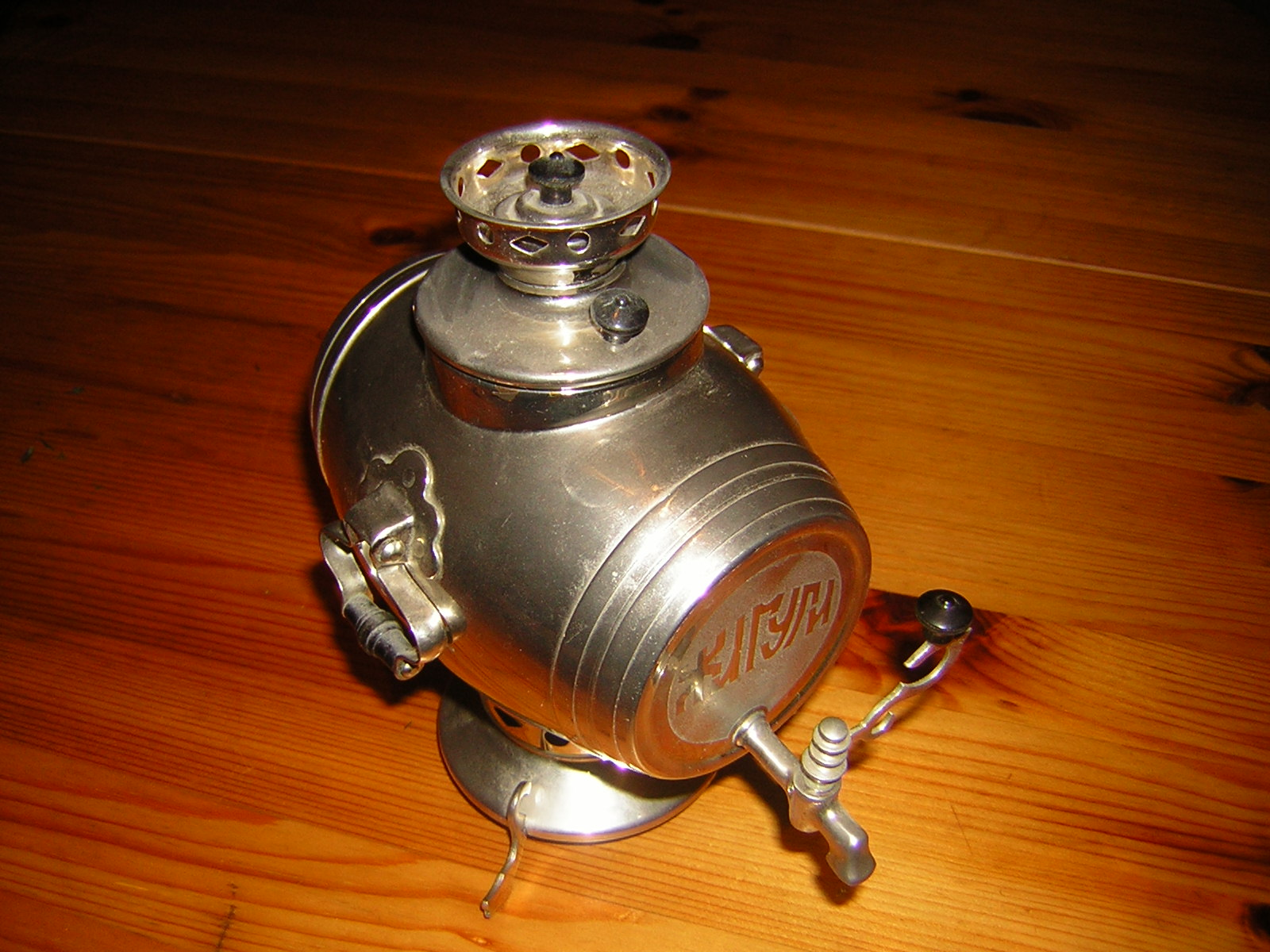
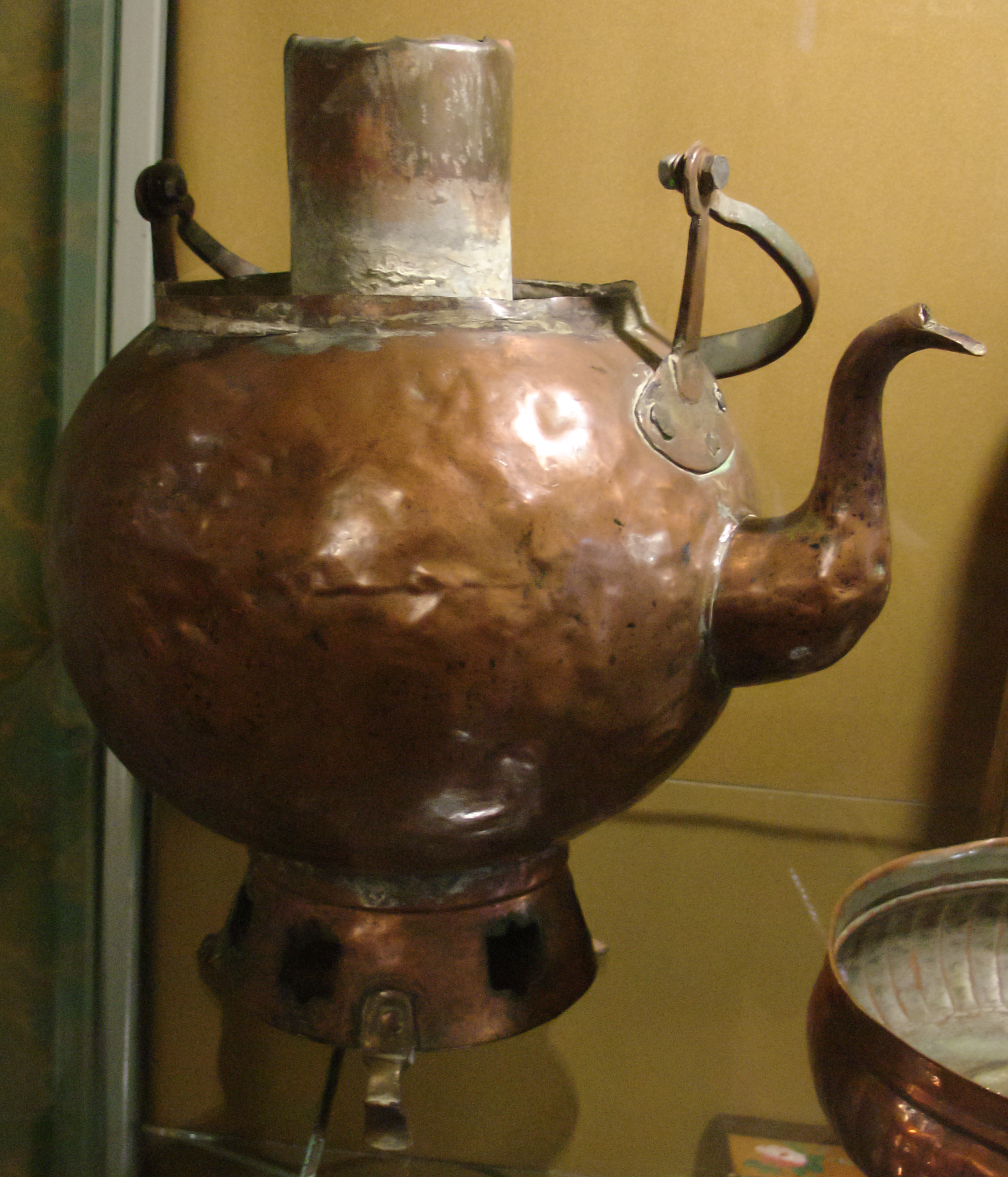
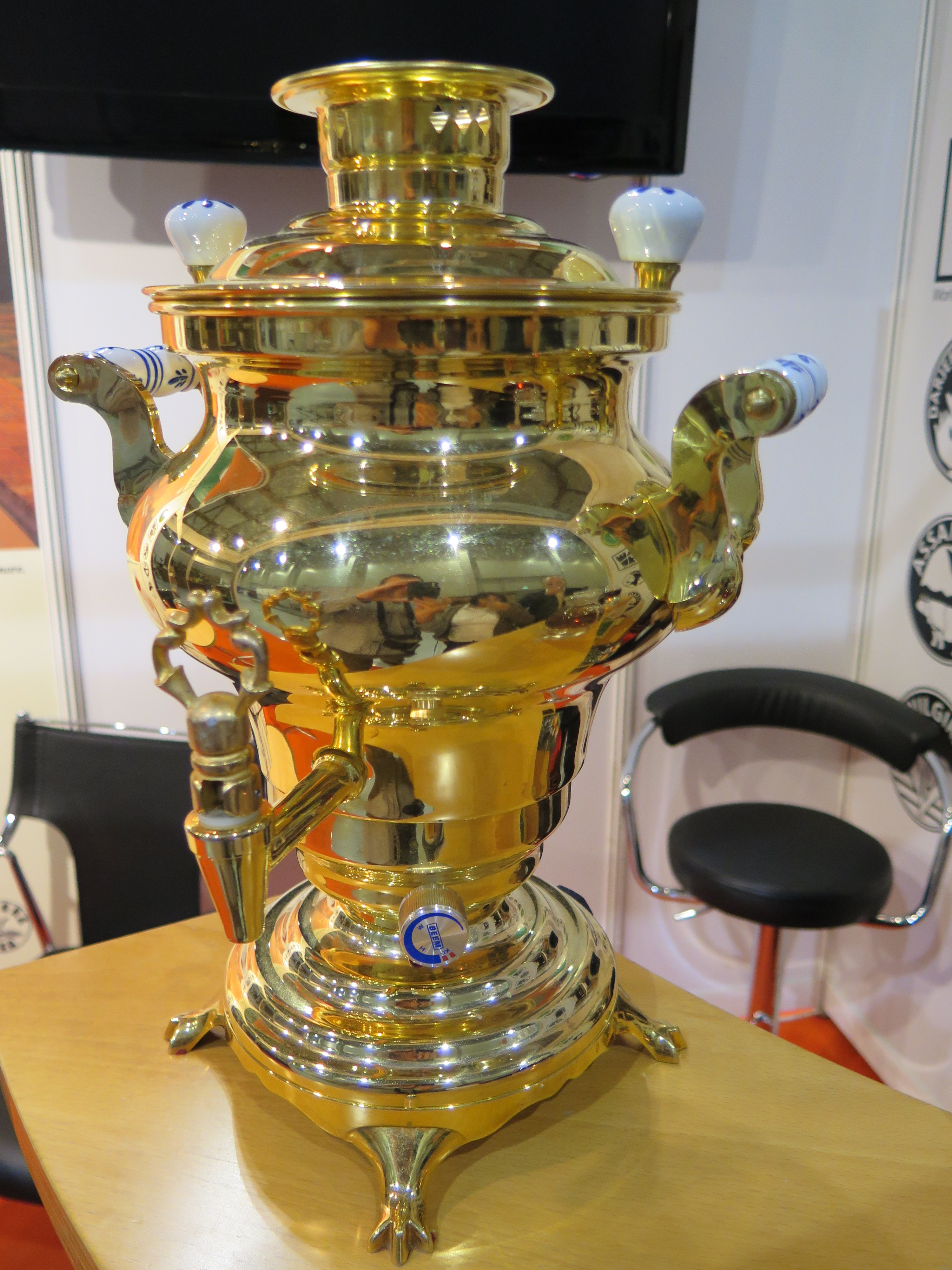
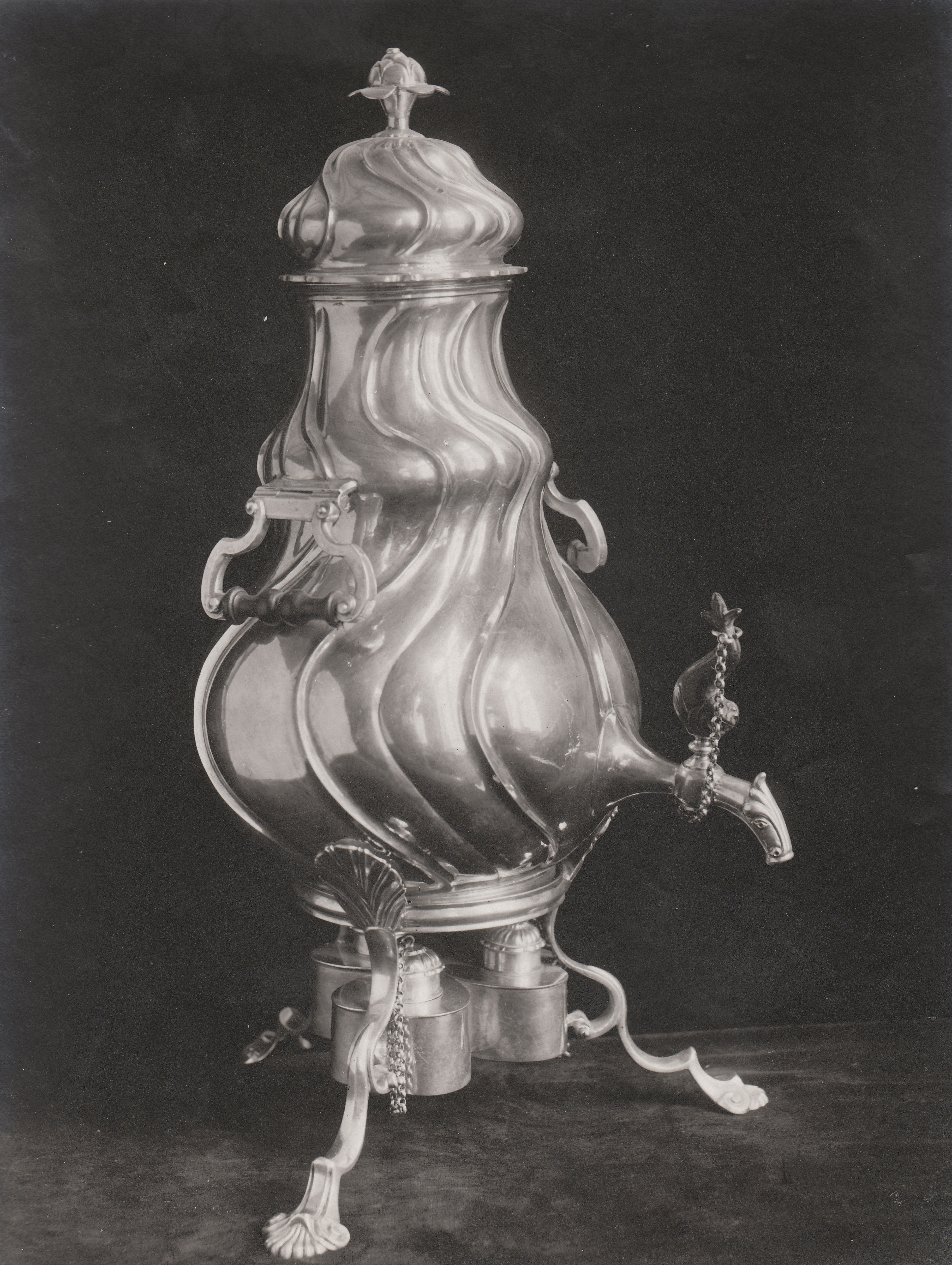
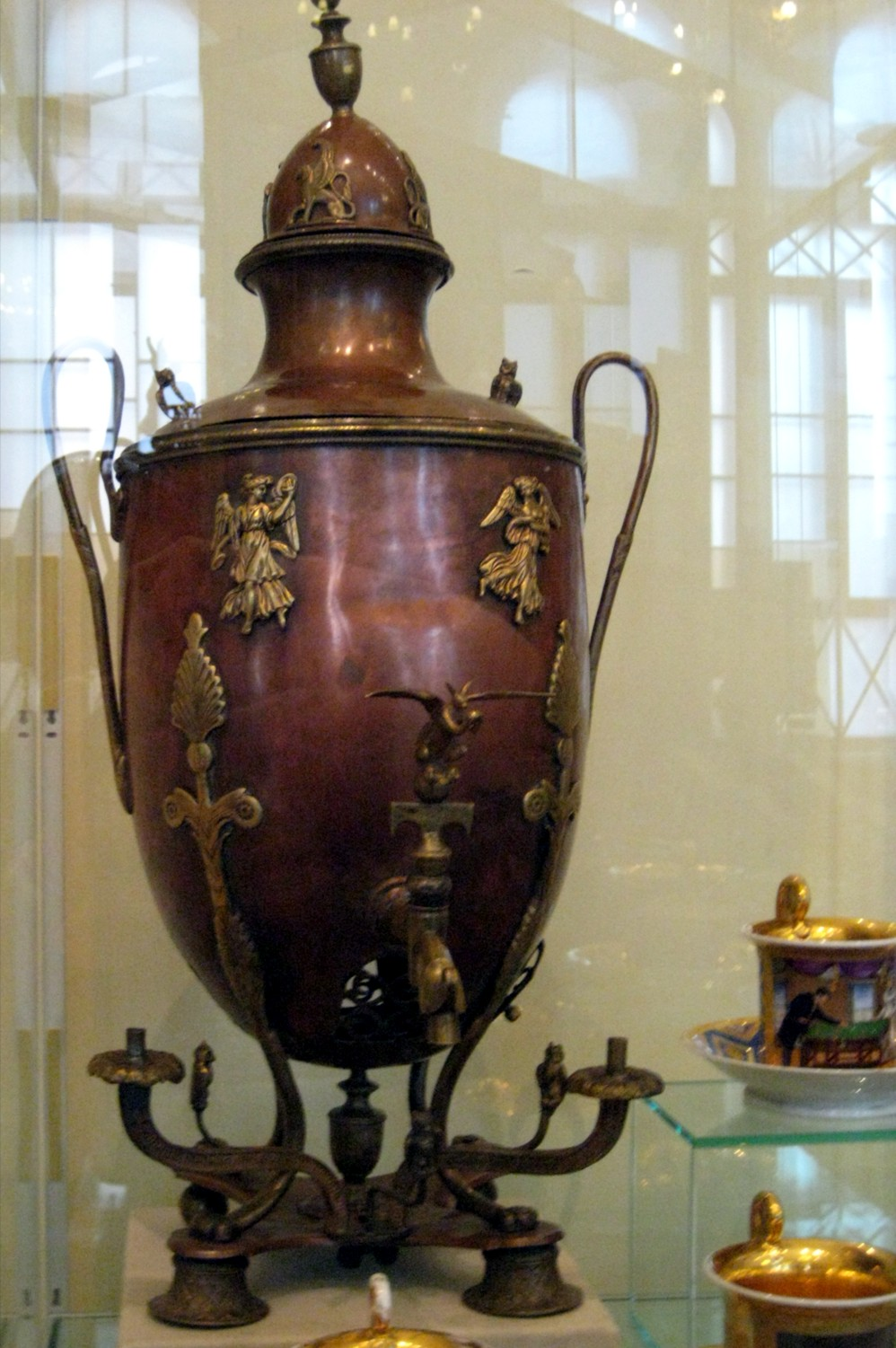